# Oisy (Nièvre)
Oisy è un comune francese di 334 abitanti situato nel dipartimento della Nièvre nella regione della Borgogna-Franca Contea.

## Società

### Evoluzione demografica
Abitanti censiti